# Parodon hilarii
Parodon hilarii är en fiskart som beskrevs av Reinhardt, 1867. Parodon hilarii ingår i släktet Parodon och familjen Parodontidae. Inga underarter finns listade i Catalogue of Life.